# Arvid Hammarskjöld
Arvid Hammarskjöld, född den 31 oktober 1787 på Tuna gård i Tuna socken, Kalmar län, död den 11 februari 1866 i Vimmerby, var en svensk militär. Han var bror till Lorenzo Hammarsköld samt svärfar till Ambrosius Ludvig Lindal och Christian Sjögreen. 
Hammarskjöld blev kadett vid Krigsakademien på Karlberg 1801. Han utexaminerades därifrån 1806 och blev fänrik vid Svea livgarde samma år. Hammarskjöld befordrades till löjtnant i regementet 1810, vid regementet samma år, till major i armén och till kapten vid regementet 1815. Han blev överstelöjtnant vid Jämtlands regemente 1816 och överste i armén 1821. Han blev riddare av Svärdsorden 1817 och tilldelades Karl XIV Johans medalj 1854.